# Ceropegia cufodontii
Ceropegia cufodontii är en oleanderväxtart som beskrevs av Emilio Chiovenda. Ceropegia cufodontii ingår i släktet Ceropegia och familjen oleanderväxter. Inga underarter finns listade i Catalogue of Life.